# Rumania en la Copa Mundial de Fútbol de 1970
Rumania es una de las 16 selecciones participantes en la Copa Mundial de Fútbol de México 1970, la que es su cuarta participación en un mundial.

## Clasificación

### Grupo 1
| Pos. | País     | Pts | J | G | E | P | GF | GC | GD |
| ---- | -------- | --- | - | - | - | - | -- | -- | -- |
| 1    | Rumania  | 8   | 6 | 3 | 2 | 1 | 7  | 6  | +1 |
| 2    | Grecia   | 7   | 6 | 2 | 3 | 1 | 13 | 9  | +4 |
| 3    | Suiza    | 5   | 6 | 2 | 1 | 3 | 5  | 8  | −3 |
| 4    | Portugal | 4   | 6 | 1 | 2 | 3 | 8  | 10 | −2 |

| 27-10-1968 | Portugal                                  | 3–0     | Rumania | Estádio Nacional, Lisboa  |                           |
|            | Jacinto Santos 21' 72' · Jacinto João 33' | Reporte |         | Árbitro(s): Leo Callaghan | Árbitro(s): Leo Callaghan |

| 23-11-1968 | Rumania                     | 2–0     | Suiza | Bucarest, Rumania |                   |
|            | Dumitrache 51' · Domide 74' | Reporte |       | Árbitro(s): Sener | Árbitro(s): Sener |

| 16-4-1969 | Grecia                  | 2–2     | Rumania            | Atenas, Grecia                |                               |
|           | Sideris 51' · Dedes 60' | Reporte | Dumitrache 53' 66' | Árbitro(s): Antonio Sbardella | Árbitro(s): Antonio Sbardella |

| 14-5-1969 | Suiza | 0–1     | Rumania            | Stade Olympique de la Pontaise, Lausanne |                          |
|           |       | Reporte | Michaud 33' (a.g.) | Árbitro(s): Tiny Wharton                 | Árbitro(s): Tiny Wharton |

| 12-10-1969 | Rumania    | 1–0     | Portugal | Bucarest, Rumania |                   |
|            | Dobrin 30' | Reporte |          | Árbitro(s): Čanak | Árbitro(s): Čanak |

| 16-11-1969 | Rumania         | 1–1     | Grecia      | Bucarest, Rumania |                   |
|            | Dembrovschi 36' | Reporte | Domazos 50' | Árbitro(s): Adair | Árbitro(s): Adair |

## Jugadores
Estos son los 22 jugadores convocados para el torneo:

## Resultados
Rumania fue eliminada en el grupo 3.
| País           | J | G | E | P | GF | GC | GD | PTS |
| -------------- | - | - | - | - | -- | -- | -- | --- |
| Brasil         | 3 | 3 | 0 | 0 | 8  | 3  | +5 | 6   |
| Inglaterra     | 3 | 2 | 0 | 1 | 2  | 1  | +1 | 4   |
| Rumania        | 3 | 1 | 0 | 2 | 4  | 5  | −1 | 2   |
| Checoslovaquia | 3 | 0 | 0 | 3 | 2  | 7  | −5 | 0   |

#### Contra Inglaterra
| 2 de junio de 1970 | Inglaterra | 1-0     | Rumania | Estadio Jalisco, Guadalajara                             |                                                          |
|                    | Hurst 65'  | Reporte |         | Asistencia: 50 560 espectadores Árbitro(s): Vital Loraux | Asistencia: 50 560 espectadores Árbitro(s): Vital Loraux |

| 1  | PO | Gordon Banks   |     |
| 2  | DF | Keith Newton   | 51' |
| 3  | DF | Terry Cooper   |     |
| 5  | DF | Brian Labone   |     |
| 6  | DF | Bobby Moore    |     |
| 4  | MC | Alan Mullery   |     |
| 8  | MC | Alan Ball      |     |
| 9  | MC | Bobby Charlton |     |
| 7  | DE | Francis Lee    | 75' |
| 10 | DE | Geoff Hurst    |     |
| 11 | DE | Martin Peters  |     |
| DT | DT | Alf Ramsey     |     |

| 21 | PO | Stere Adamache      |     |
| 2  | DF | Lajos Sătmăreanu    |     |
| 3  | DF | Nicolae Lupescu     |     |
| 4  | DF | Mihai Mocanu        |     |
| 5  | DF | Cornel Dinu         |     |
| 7  | DF | Emerich Dembrovschi |     |
| 10 | MC | Radu Nunweiller     |     |
| 15 | MC | Ion Dumitru         |     |
| 19 | DE | Florea Dumitrache   |     |
| 11 | DE | Mircea Lucescu      |     |
| 17 | DE | Gheorghe Tătaru     | 73' |
| DT | DT | Angelo Niculescu    |     |

| 14 | DF | Tommy Wright | 51' |
| 20 | DE | Peter Osgood | 75' |

| 16 | DE | Alexandru Neagu | 73' |

| Anotado | 65' | Geoff Hurst |

| Árbitro             | Vital Loraux |
| Árbitros asistentes | Roger Machin |
| Árbitros asistentes | Diego Di Leo |

| 1  | PO | Gordon Banks   |     |
| 2  | DF | Keith Newton   | 51' |
| 3  | DF | Terry Cooper   |     |
| 5  | DF | Brian Labone   |     |
| 6  | DF | Bobby Moore    |     |
| 4  | MC | Alan Mullery   |     |
| 8  | MC | Alan Ball      |     |
| 9  | MC | Bobby Charlton |     |
| 7  | DE | Francis Lee    | 75' |
| 10 | DE | Geoff Hurst    |     |
| 11 | DE | Martin Peters  |     |
| DT | DT | Alf Ramsey     |     |

| 21 | PO | Stere Adamache      |     |
| 2  | DF | Lajos Sătmăreanu    |     |
| 3  | DF | Nicolae Lupescu     |     |
| 4  | DF | Mihai Mocanu        |     |
| 5  | DF | Cornel Dinu         |     |
| 7  | DF | Emerich Dembrovschi |     |
| 10 | MC | Radu Nunweiller     |     |
| 15 | MC | Ion Dumitru         |     |
| 19 | DE | Florea Dumitrache   |     |
| 11 | DE | Mircea Lucescu      |     |
| 17 | DE | Gheorghe Tătaru     | 73' |
| DT | DT | Angelo Niculescu    |     |

| 14 | DF | Tommy Wright | 51' |
| 20 | DE | Peter Osgood | 75' |

| 16 | DE | Alexandru Neagu | 73' |

| Anotado | 65' | Geoff Hurst |

| Árbitro             | Vital Loraux |
| Árbitros asistentes | Roger Machin |
| Árbitros asistentes | Diego Di Leo |

#### Contra Checoslovaquia
| 6 de junio de 1970 | Rumania                           | 2-1     | Checoslovaquia | Estadio Jalisco, Guadalajara                             |                                                          |
|                    | Neagu 52' · Dumitrache 75' (pen.) | Reporte | Petráš 5'      | Asistencia: 56 818 espectadores Árbitro(s): Diego Di Leo | Asistencia: 56 818 espectadores Árbitro(s): Diego Di Leo |

| 21 | PO | Stere Adamache      |     |
| 2  | DF | Lajos Sătmăreanu    |     |
| 3  | DF | Nicolae Lupescu     |     |
| 4  | DF | Mihai Mocanu        |     |
| 5  | DF | Cornel Dinu         |     |
| 7  | MC | Emerich Dembrovschi |     |
| 10 | MC | Radu Nunweiller     |     |
| 15 | MC | Ion Dumitru         | 81' |
| 16 | MC | Alexandru Neagu     |     |
| 9  | DE | Florea Dumitrache   |     |
| 11 | DE | Mircea Lucescu      | 69' |
| DT | DT | Angelo Niculescu    |     |

| 22 | PO | Alexander Vencel  |     |
| 2  | DF | Karol Dobiaš      |     |
| 3  | DF | Václav Migas      |     |
| 5  | DF | Alexander Horváth |     |
| 15 | DF | Ján Zlocha        |     |
| 6  | MC | Andrej Kvašňák    |     |
| 7  | MC | František Veselý  |     |
| 9  | MC | Ladislav Kuna     |     |
| 8  | DE | Ladislav Petráš   |     |
| 11 | DE | Karol Jokl        | 46' |
| 19 | DE | Josef Jurkanin    | 69' |
| DT | DT | Jozef Marko       |     |

| 14 | MC | Vasile Gergely  | 81' |
| 17 | DE | Gheorghe Tătaru | 69' |

| 10 | DE | Jozef Adamec     | 46' |
| 18 | DE | František Veselý | 69' |

| Anotado         | 52' | Alexandru Neagu   |
| Anotado · Penal | 75' | Florea Dumitrache |

| Anotado | 5' | Ladislav Petráš |

| Amonestado | 82' | Radu Nunweiller |

| Amonestado | 82' | Andrej Kvašňák |

| Árbitro             | Diego Di Leo    |
| Árbitros asistentes | Gyula Emsberger |
| Árbitros asistentes | Vital Loraux    |

| 21 | PO | Stere Adamache      |     |
| 2  | DF | Lajos Sătmăreanu    |     |
| 3  | DF | Nicolae Lupescu     |     |
| 4  | DF | Mihai Mocanu        |     |
| 5  | DF | Cornel Dinu         |     |
| 7  | MC | Emerich Dembrovschi |     |
| 10 | MC | Radu Nunweiller     |     |
| 15 | MC | Ion Dumitru         | 81' |
| 16 | MC | Alexandru Neagu     |     |
| 9  | DE | Florea Dumitrache   |     |
| 11 | DE | Mircea Lucescu      | 69' |
| DT | DT | Angelo Niculescu    |     |

| 22 | PO | Alexander Vencel  |     |
| 2  | DF | Karol Dobiaš      |     |
| 3  | DF | Václav Migas      |     |
| 5  | DF | Alexander Horváth |     |
| 15 | DF | Ján Zlocha        |     |
| 6  | MC | Andrej Kvašňák    |     |
| 7  | MC | František Veselý  |     |
| 9  | MC | Ladislav Kuna     |     |
| 8  | DE | Ladislav Petráš   |     |
| 11 | DE | Karol Jokl        | 46' |
| 19 | DE | Josef Jurkanin    | 69' |
| DT | DT | Jozef Marko       |     |

| 14 | MC | Vasile Gergely  | 81' |
| 17 | DE | Gheorghe Tătaru | 69' |

| 10 | DE | Jozef Adamec     | 46' |
| 18 | DE | František Veselý | 69' |

| Anotado         | 52' | Alexandru Neagu   |
| Anotado · Penal | 75' | Florea Dumitrache |

| Anotado | 5' | Ladislav Petráš |

| Amonestado | 82' | Radu Nunweiller |

| Amonestado | 82' | Andrej Kvašňák |

| Árbitro             | Diego Di Leo    |
| Árbitros asistentes | Gyula Emsberger |
| Árbitros asistentes | Vital Loraux    |

#### Contra Brasil
| 10 de junio de 1970 | Brasil                       | 3-2     | Rumania                          | Estadio Jalisco, Guadalajara                                    |                                                                 |
|                     | Pelé 19' 67' · Jairzinho 22' | Reporte | Dumitrache 34' · Dembrovschi 84' | Asistencia: 50 804 espectadores Árbitro(s): Ferdinand Marschall | Asistencia: 50 804 espectadores Árbitro(s): Ferdinand Marschall |

| 1  | PO | Félix          |     |
| 2  | DF | Brito          |     |
| 3  | DF | Piazza         |     |
| 4  | DF | Carlos Alberto |     |
| 15 | DF | Fontana        |     |
| 16 | DF | Everaldo       | 60' |
| 5  | MC | Clodoaldo      | 74' |
| 9  | MC | Tostão         |     |
| 18 | MC | Caju           |     |
| 7  | DE | Jairzinho      |     |
| 10 | DE | Pelé           |     |
| DT | DT | Mário Zagallo  |     |

| 21 | PO | Stere Adamache      | 27' |
| 2  | DF | Lajos Sătmăreanu    |     |
| 3  | DF | Nicolae Lupescu     |     |
| 4  | DF | Mihai Mocanu        |     |
| 5  | DF | Cornel Dinu         |     |
| 7  | MC | Emerich Dembrovschi |     |
| 10 | MC | Radu Nunweiller     |     |
| 15 | MC | Ion Dumitru         |     |
| 16 | MC | Alexandru Neagu     |     |
| 9  | DE | Florea Dumitrache   | 72' |
| 11 | DE | Mircea Lucescu      |     |
| DT | DT | Angelo Niculescu    |     |

| 6  | DF | Marco Antônio | 60' |
| 19 | MC | Edu           | 74' |

| 1  | PO | Necula Răducanu | 27' |
| 17 | DE | Gheorghe Tătaru | 72' |

| Anotado | 19' | Pelé      |
| Anotado | 22' | Jairzinho |
| Anotado | 67' | Pelé      |

| Anotado | 34' | Florea Dumitrache   |
| Anotado | 84' | Emerich Dembrovschi |

| Amonestado | 44' | Ion Dumitru  |
| Amonestado | 78' | Mihai Mocanu |

| Árbitro             | Ferdinand Marschall |
| Árbitros asistentes | Ramón Barreto       |
| Árbitros asistentes | Vital Loraux        |

| 1  | PO | Félix          |     |
| 2  | DF | Brito          |     |
| 3  | DF | Piazza         |     |
| 4  | DF | Carlos Alberto |     |
| 15 | DF | Fontana        |     |
| 16 | DF | Everaldo       | 60' |
| 5  | MC | Clodoaldo      | 74' |
| 9  | MC | Tostão         |     |
| 18 | MC | Caju           |     |
| 7  | DE | Jairzinho      |     |
| 10 | DE | Pelé           |     |
| DT | DT | Mário Zagallo  |     |

| 21 | PO | Stere Adamache      | 27' |
| 2  | DF | Lajos Sătmăreanu    |     |
| 3  | DF | Nicolae Lupescu     |     |
| 4  | DF | Mihai Mocanu        |     |
| 5  | DF | Cornel Dinu         |     |
| 7  | MC | Emerich Dembrovschi |     |
| 10 | MC | Radu Nunweiller     |     |
| 15 | MC | Ion Dumitru         |     |
| 16 | MC | Alexandru Neagu     |     |
| 9  | DE | Florea Dumitrache   | 72' |
| 11 | DE | Mircea Lucescu      |     |
| DT | DT | Angelo Niculescu    |     |

| 6  | DF | Marco Antônio | 60' |
| 19 | MC | Edu           | 74' |

| 1  | PO | Necula Răducanu | 27' |
| 17 | DE | Gheorghe Tătaru | 72' |

| Anotado | 19' | Pelé      |
| Anotado | 22' | Jairzinho |
| Anotado | 67' | Pelé      |

| Anotado | 34' | Florea Dumitrache   |
| Anotado | 84' | Emerich Dembrovschi |

| Amonestado | 44' | Ion Dumitru  |
| Amonestado | 78' | Mihai Mocanu |

| Árbitro             | Ferdinand Marschall |
| Árbitros asistentes | Ramón Barreto       |
| Árbitros asistentes | Vital Loraux        |